# Joachim Trümper
Joachim Ernst Trümper (Haldensleben, 27 de maio de 1933) é um astrofísico alemão.

## Prêmios e condecorações
- 1994 Medalha Karl Schwarzschild der Astronomischen Gesellschaft
- 1995 Medalha Stern-Gerlach
- 1998 Plaqueta Röntgen
- 2012 Ordem do Sol Nascente com Raios Dourados com Faixa

## Obras
- Der Röntgensatellit Rosat, Physikalische Blätter, Band 46, 1990, S. 137-143, Online
- Die Erkundung des Himmels mit dem Röntgensatelliten ROSAT,  Physikalische Blätter, Band 47, 1991, S. 29-33, Online
- ROSAT-Zwischenbilanz – ein neues Bild des Himmels,  Physikalische Blätter, Band 50, 1994, S. 35-42, Online
- Astrophysik: ROSAT und seine Nachfolger: Der Forschungssatellit ROSAT hat die Röntgenastronomie revolutioniert, Physikalische Blätter, Band 55, 1999, S. 45-49, Online
- Röntgenstrahlung von Neutronensternen, Physikalische Blätter, Band 51, 1995, S. 649-654, Online